# 山本亜津子
山本 亜津子（やまもと あつこ）は1991年（平成3年）のミス・ユニバース日本代表である。

## 来歴・人物
大阪府堺市出身。帝塚山学院大学2年生だった20歳のときミス・ユニバースに応募し、近畿地区代表となった。1990年（平成2年）10月11日、大阪市のザ・シンフォニーホールで開かれた日本大会で代表に選出された。山本はミスコン反対運動について意見を求められたが、「私自身はそちらの運動に関しては何とも思っておりませんし、反感も抱いていません」と答えた。翌年5月にアメリカ合衆国のラスベガスで開かれた世界大会に出場したが、入賞を果たすことは出来なかった。